# Giorgio Koukl
Giorgio Koukl (Georg Jiři Koukl), né à Prague  en 1953, est un compositeur, pianiste et claveciniste installé à Lugano depuis 1968.

## Biographie
Giorgio Koukl naît dans une famille de musiciens et commence sa formation au Conservatoire de Prague et après s'être installé dans le Tessin en 1968, il poursuit ses études au Conservatoire de Zurich et Conservatoire de Milan. Grâce à des classes de maître avec les pianistes Rudolf Firkušný et Carlo Vidusso, Koukl est d'abord familiarisé avec la musique tchèque et notamment la musique pour piano de Bohuslav Martinů. Il reçoit aussi des conseils de Nikita Magaloff, Jacques Février et Stanislas Neuhaus. Il participe à plusieurs concours : en Colombie, en Espagne, le Concours Viotti en Italie, le H. Rahn de Zurich, et le Concours Aliènor à Washington.
En tant que compositeur, il a publié des œuvres vocales, de musique de chambre et pour orchestre.

## Discographie
Koukl a enregistré un ensemble de sept disques pour l'intégrale de la musique pour piano seul de Martinů, publiés entre 2006 et 2009 ; de la musique vocale de Martinů contenant des inédits, des mélodies et un double disque des œuvres pour piano et orchestre de Martinů paru en 2010 pour Naxos. Une nouvelle série d'enregistrements de l'intégrale de la musique pour piano seul d'Alexandre Tcherepnine est aussi achevée (pour le label Grand Piano), et une intégrale de l'œuvre pour piano de Paul Le Flem est en projet.
Piano
- Martinů, Concertos pour piano nos 1, 2 et 4, Concertino (2009, Naxos 8.572373) (OCLC 873502849)
- Martinů, Concertos pour piano nos 3 et 5 (2008, Naxos 8.572206) (OCLC 871944609)
- Martinů, Musique pour piano (2004/2008, 7CD Naxos) (OCLC 76964237 et 86112156)
- Tcherepnine, Œuvres pour piano (2010/2012, 8CD Grand Piano) (OCLC 811645245 et 906568079)

Mélodies
- Martinů, Œuvres vocales (Naxos)[1] (OCLC 885039198)
- Martinů, Mélodies vol. 2 : Les mois (H.135) - Jana Wallingerová, mezzo-soprano (17 mars 2010/15 janvier 2013, Naxos) (OCLC 913857125)
- Martinů, Mélodies vol. 3 : La rose (H.54) - Jana Wallingerová, mezzo-soprano (17 juin 2014, Naxos) (OCLC 911496597)

Musique de chambre
- Rubinstein, Ippolitov-Ivanov, Tansman : Œuvres pour vents et piano - Quintette à vent du théâtre national de Prague (22-23 juin 1999, Dynamic CDS 296) (OCLC 811239744) Plus Tcherepnine, Quintette à vents
- Tansman, Musique pour violon et piano - Klaidi Sahatçi, violon (7-8 juillet/14 novembre 2013, Naxos 8.573127)[3] (OCLC 933902938)